# Léon Jouhaux
« Léon Jouhaux » redirige ici. Pour l’article homophone, voir Léon Jouhaud.
Léon Henri Jouhaux est un syndicaliste français, né à Paris (15e) le 1er juillet 1879 et mort à Paris (12e) le 28 avril 1954.
Ouvrier allumettier et syndicaliste, il est secrétaire général de la Confédération générale du travail (CGT) de 1909 à 1947, puis fondateur et président de la Confédération générale du travail - Force ouvrière (CGT-FO) de décembre 1947, jusqu'à sa mort. Président du conseil économique et social à partir de 1947, vice-président du Bureau international du travail et vice-président de la Confédération internationale des syndicats libres (CISL), il reçoit en 1951 le prix Nobel de la paix. Dans un premier temps de tendance syndicaliste révolutionnaire et libertaire, il est considéré après 1914 comme « réformiste ».

## Biographie

### Les débuts du syndicaliste
Le grand-père, participant aux journées de juin 1848, le père, tambour de la Commune de 1871 échappant aux massacres grâce à sa connaissance du réseau des égouts de la ville, Léon Jouhaux a une ascendance ancrée dans le Paris révolutionnaire du XIXe siècle. Il naît dans le 15e arrondissement de la capitale, fils de l'employé municipal Adolphe Jouhaux et de la cuisinière Anne-Marie Vieux. L'année suivante son père démissionne de son emploi et part avec sa famille travailler dans la Sarthe. De retour à Paris, il est embauché à la Manufacture des allumettes d'Aubervilliers, tandis que son épouse va travailler dans les « maisons bourgeoises ». Jouhaux passe sa jeunesse dans cette ville de la banlieue nord-est de Paris, alors très industrialisée ou en voie de l'être. Pendant la journée, le jeune Léon est confié à la garde de sa sœur aînée. Il fréquente ensuite l'école laïque jusqu'à l'âge de 12 ans et, bon élève, il espère se former dans des écoles professionnelles. Son souhait est d'accéder à une école d'Arts et Métiers pour en sortir ingénieur. Il accède effectivement à deux écoles professionnelles, mais confronté aux difficultés matérielles de ses parents il est contraint d'interrompre ses études pour gagner sa vie. Il y acquiert cependant un goût pour la lecture, que renforce sa fréquentation de la bibliothèque du groupe libertaire d'Aubervilliers. Selon ses souvenirs, c'est l'étude de Proudhon qui l'amène à l'action ouvrière et au syndicalisme. Après des emplois tenus dans une savonnerie, puis chez un serrurier du bâtiment, il entre à 16 ans à la Manufacture d'allumettes de Pantin-Aubervilliers où travaille son père. Le syndicalisme est actif dans cet établissement qui compte 600 ouvriers, le plus important de la branche de l'industrie des allumettes (2 600 ouvriers au total). Jouhaux entre de plain-pied dans l'action syndicale marquée par la grève menée par la Fédération nationale des allumettes pour la suppression de l'emploi du phosphore blanc dans les fabrications. Il poursuit son activité syndicale après son service militaire mais, en juin 1901, il est impliqué dans une bagarre, en compagnie de plusieurs militants libertaires. Condamné à trois mois de prison, qu'il effectue, il est licencié de la Manufacture. Il occupe alors divers emplois précaires et continue son action militante en fondant le syndicat des ouvriers non qualifiés de la Seine. En 1905, il est réintégré à la manufacture d'Aubervilliers, et est délégué par la Fédération des Allumettes pour siéger au Comité national des Fédérations de la CGT. Il siège aussi au comité national de la Fédération des Bourses du travail.

### Le secrétaire général de la CGT, 1909-1940

#### Une arrivée au pouvoir inattendue
En 1906, il ne participe pas au 9e Congrès de la CGT qui se tient à Amiens du 8 au 14 octobre. Mais le syndicat des allumettiers de Pantin-Aubervilliers vote, comme la très grande majorité des syndicats représentés, le texte présenté par Victor Griffuelhes : sur 843 votants, 834 voix se prononcent pour, 8 voix votent contre, 1 s'abstient. Georges Lefranc, remarque que certains votes du Congrès font apparaître 936 ou 937 délégués : en fait 10 % environ des délégués ne votent pas la Charte. En 1908, Jouhaux participe à son premier congrès de la confédération, tenu du 5 au 12 octobre à Marseille. La crise qui affecte la direction de la CGT éclate au début de l'année suivante. Le secrétaire général Griffuelhes démissionne. Pour le remplacer le Comité national des Fédérations élit le 24 février 1909, au second tour de scrutin, Louis Niel, réputé « réformiste », par 28 voix, contre 27 voix à Nicolet, candidat présenté par les syndicalistes révolutionnaires. Jouhaux, représentant de la fédération des Allumettiers, se prononce alors pour Nicolet. Début mai, c'est au tour de Marck, trésorier de la CGT, tout juste élu, de ne pouvoir assurer sa fonction en raison de son emprisonnement. Un remplaçant est désigné provisoirement : il s'agit du jeune (il va avoir trente ans) Léon Jouhaux. Les grèves qui secouent les PTT au cours de ce même mois de mai et l'échec de la grève de soutien lancée par la CGT, amènent Niel à démissionner de ses fonctions. Le 12 juillet 1909 le Comité confédéral national élit son successeur, Jouhaux par 35 voix et 20 abstentions. Il sera le phonographe de Griffuelhes disent certains. La suite montre qu'il n'en est rien.

#### Figure centrale du syndicalisme français
Défendant sans cesse les principes de la charte d'Amiens (adoptée par la CGT en 1906), qui prônent l'indépendance syndicale vis-à-vis des partis politiques, de l'État et des Églises, Léon Jouhaux s'oppose aux différentes tentatives de contrôle du syndicat par la Section française de l'Internationale ouvrière (SFIO), en 1911, ou par les « bolchéviques », en 1922.

##### 1914-1919, dans «l'union sacrée»
Le 4 août 1914, lors des obsèques de Jean Jaurès, Jouhaux prononce un discours dans lequel il affirme : « Avant d'aller vers le grand massacre, au nom des travailleurs qui sont partis, au nom de ceux qui vont partir, dont je suis, je crie devant ce cercueil toute notre haine de l'impérialisme et du militarisme sauvage qui déchaînent l'horrible crime ». Il veut exprimer ainsi le sentiment de « la classe ouvrière au cœur meurtri » et se résigne alors à rallier la CGT dans l'Union sacrée. Mais Jouhaux ne part pas aux armées. Maintenu en sursis d'incorporation, pour des raisons politiques, car considéré comme garant de la paix sociale, il promeut durant toute la durée de la guerre une ligne syndicale de participation à l'union sacrée, et entame aux côtés du ministre Albert Thomas une politique de présence dans les organisations économiques mises en place par l'État. Il refuse pourtant un poste ministériel que lui propose Clemenceau à l'automne 1917.
En 1918, Jouhaux présente un projet de Conseil national économique chargé d'examiner tous les problèmes posés par le retour à la paix, et dont le rôle ne serait pas que consultatif. Mais il faut attendre la constitution de la IVe République du 27 octobre 1946 pour que soit donné un statut constitutionnel à ce Conseil économique (devenu aujourd'hui le Conseil économique, social et environnemental). En 1919, il prend une stature internationale. Déjà participant des conférences ouvrières interalliées de 1915 à 1918, il fait partie des négociateurs de la Conférence de la Paix, prend part à la mise en place de l'Organisation internationale du travail (OIT) et au Bureau international du travail à la tête duquel est nommé son ami Albert Thomas. Il se rend pour cela aux États-Unis. En Europe (essentiellement) il participe à la mise en place de la Fédération syndicale internationale (FSI) créée, après une première conférence à Berne (février 1919) à Amsterdam en juillet 1919, et dont il est élu vice-président.

##### Scission et réunification du syndicalisme, 1920-1935

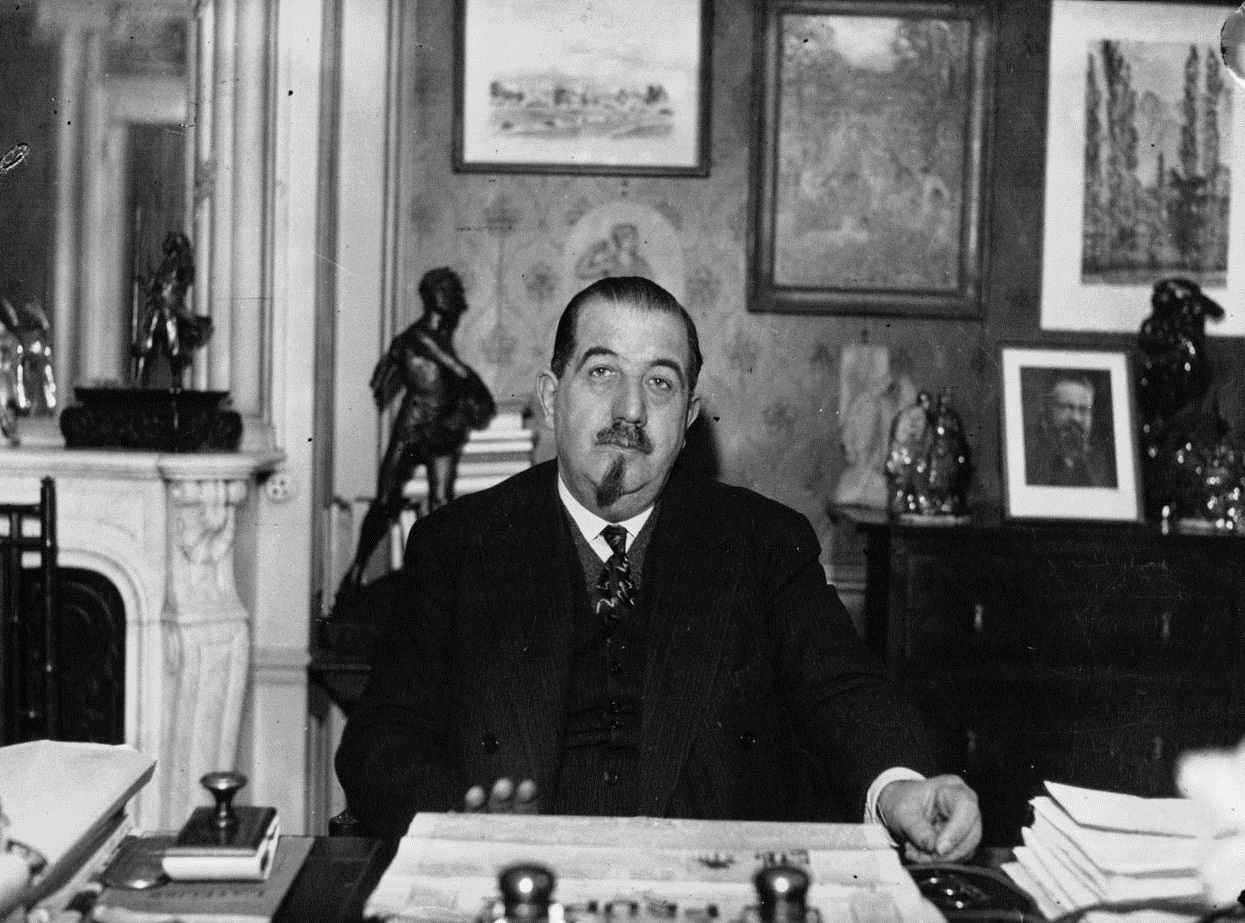
Léon Jouhaux (Agence Meurisse, 1933, Paris, BnF).

En 1920 est créée à Moscou, l'Internationale syndicale rouge (ISR). Cette création a une influence importante dans les débats qui agitent la CGT au sortir de la guerre. En effet la politique menée par Jouhaux entre 1914 et 1918, se trouve vigoureusement contestée par une minorité comprenant diverses sensibilités, syndicalistes révolutionnaires, anarchistes et communistes mais se retrouvant dans l'hostilité au réformisme du secrétaire général. De congrès en congrès, cette minorité gagne du terrain. Lors du 15e Congrès confédéral tenu à Orléans en septembre 1920, l'adhésion à l'Internationale d'Amsterdam l'emporte par 1 515 voix contre 552. Au congrès suivant, tenu à Lille à l'été 1921, la motion d'orientation défendue par Jouhaux recueille 1 572 voix, mais les minoritaires lui opposent 1 325 voix. Dès lors la scission de la CGT se met en marche. Une fraction importante de celle-ci se retrouve dans la CGTU, Jouhaux reste maître de la CGT, mais le syndicalisme sort amoindri de cette séquence. Sous sa direction de 1922 à 1936 son organisation demeure cependant la première force syndicale, creusant l'écart avec la CGTU malade de divisions fondatrices puis de l'alignement inconditionnel sur un parti communiste stalinisé. Lorsqu'en 1935-1936 triomphe le mouvement vers la réunification syndicale, il est le leader incontournable de la CGT réunifiée. En mars 1936, au congrès de Toulouse, le bureau confédéral constitué comprend six « confédérés » et deux « unitaires ».
En 1932, Jouhaux participe à la Conférence du désarmement, en tant que membre de la délégation française. Lors de son travail au sein d'une commission sur le commerce et la fabrication des armes, il défend une vision assez radicale du désarmement. Il milite pour la suppression totale des entreprises d'armements, excepté les entreprises étatiques. Il propose aussi un système de contrôle de la production d'armement par les ouvriers eux-mêmes, via les syndicats, et un système de protection internationale pour les « lanceurs d'alerte ».

##### Du Front populaire à la guerre 1936-1940

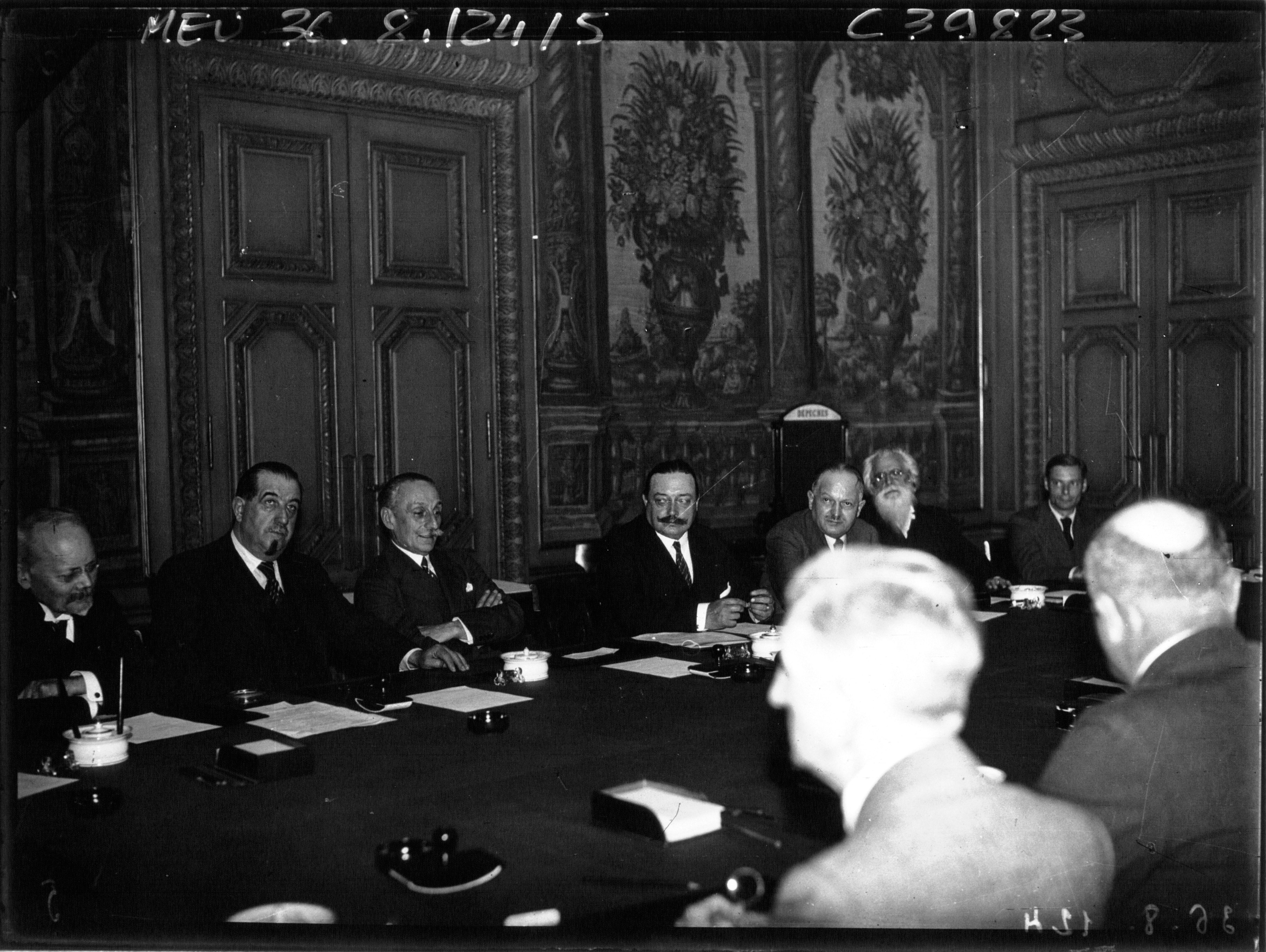
Léon Jouhaux figure au sein du nouveau conseil général de la Banque de France, dans le cadre de la réorganisation de l'institution voulue par le Front populaire en 1936 (Agence Meurisse, 1936, Paris, BnF).

En 1936, dans le cadre de la grève générale de juin et de la victoire du Front populaire, Jouhaux contribue aux réformes concernant les conventions collectives, les congés payés, la semaine de 40 heures et la nationalisation. Il est un des acteurs syndicaux des Accords Matignon. En juillet, il est désigné pour siéger dans deux commissions instituées par le gouvernement, celles des lois sociales (avec Benoît Frachon), celle des grands travaux (avec Robert Bothereau). Il est désigné au conseil d'administration de la Banque de France.
La réunification syndicale entre la CGT et la CGTU et l'essor du mouvement social en font le leader d'une centrale syndicale qui compte 4 millions d'adhérents. Contrairement au gouvernement Blum, il se prononce pour le soutien à la République espagnole. Cherchant à étendre le rôle de la FSI, il se rend en 1937 en URSS, où il est un des rares leaders non communistes à être reçu par Staline. L'année suivante il rencontre Franklin Roosevelt.
Lors de la crise de l'été 1939, comme ses camarades de l'ancienne CGT, il condamne l'attitude des militants syndicaux qui approuvent le pacte germano-soviétique et il participe à l'exclusion du syndicat de ses collègues communistes du bureau confédéral Benoît Frachon et Julien Racamond.

### L'internement en Allemagne
En 1940, après la dissolution de la CGT par les pétainistes, Jouhaux gagne le sud de la France, où il essaie de maintenir des contacts avec ses amis. Il refuse un exil proposé aux États-Unis. En 1941, il apporte son soutien au mouvement de résistance Libération-Sud et écrit anonymement un article dans son journal clandestin. Fin 1941, il est arrêté à Marseille, conduit à Vichy puis placé en résidence surveillée à Vals-les-Bains puis Cahors par le régime de Vichy. Il est livré aux Allemands fin mars 1943 et est transporté en voiture au camp de concentration de Buchenwald, où il est installé dans un baraquement réservé et chauffé, à la périphérie du camp proprement dit. Il y rejoint Léon Blum, Édouard Daladier et le général Gamelin arrivés la veille en avion.
Un mois plus tard, le 1er mai 1943, Jouhaux est transféré au château d’Itter, dans le Tyrol autrichien, dépendant du camp de concentration de Dachau (mais aux conditions de détention sans commune mesure), en compagnie du général Gamelin, de Daladier, de Paul Reynaud, de Jean Borotra et de Marcel Granger (frère du gendre du général Giraud). Il obtient l'autorisation de la venue, depuis la France, de sa secrétaire et future compagne, Augusta Brüchlen, qui le rejoint le 18 juin. À ce groupe se joignent par la suite Christiane Mabire, secrétaire et future épouse de Paul Reynaud, Albert Lebrun, André François-Poncet, le général Weygand et son épouse, Michel Clemenceau (le fils du « Tigre »), le colonel de La Roque (chef des Croix-de-feu), Alfred Cailleau et sa femme Marie-Agnès de Gaulle (sœur ainée du général de Gaulle). L’homme politique anti-mussolinien Nitti et un autre Italien, Georgini, partagent aussi leur sort.
Ils sont libérés le 5 mai 1945 par des éléments de la 103e division américaine du général McAuliffe lors d'un épisode rocambolesque (la bataille du château d'Itter). Après la guerre, Léon Jouhaux et son épouse Augusta reçoivent la médaille de la Résistance française.

### 1945-1947: du secrétariat de la CGT à la fondation de Force ouvrière

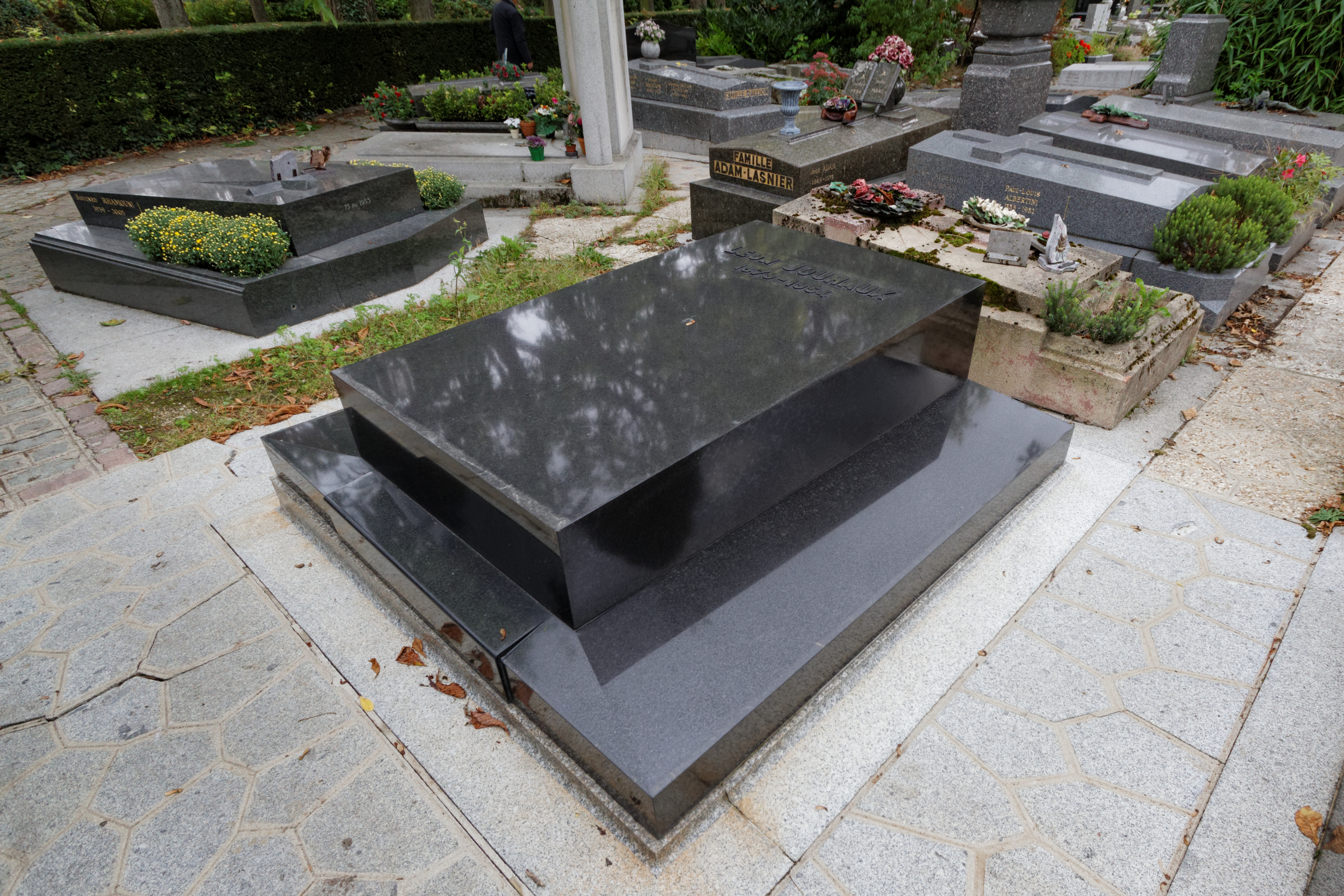
Tombe au cimetière du Père-Lachaise.

À la Libération, Jouhaux est de nouveau secrétaire de la CGT mais cette fonction est symbolique jusqu'à son retour en France le 8 mai 1945. Il reprend la direction d'une centrale syndicale profondément transformée. Il doit partager le pouvoir avec Benoît Frachon, communiste et co-secrétaire général. Le bureau confédéral, où existe une parité théorique entre les anciens « confédérés » et les anciens « unitaires » bascule en faveur des seconds à la suite de départs et de décès. Le Congrès confédéral d'avril 1946 confirme le basculement de majorité. Face à ce qu'il considère comme la mainmise du Parti communiste français (PCF) sur le syndicat, il est amené à démissionner du bureau confédéral en décembre 1947 avec quatre de ses collègues, Robert Bothereau, Albert Bouzanquet, Pierre Neumeyer et Georges Delamarre. Ils fondent la CGT-FO, assurant continuer la « vieille » CGT, fidèle à la charte d'Amiens. Lors du lancement de ce nouveau syndicat, Jouhaux a reçu l’appui financier des États-Unis par le biais de leurs services secrets et de la centrale syndicale American Federation of Labor (AFL) (avec en particulier Irving Brown), qui cherchaient dans cette entreprise, à affaiblir l'influence communiste en France.

### 1947-1954, des institutions républicaines et internationales au prix Nobel de la Paix
Vice-président de la Fédération syndicale mondiale (FSM), dont le français Louis Saillant est le secrétaire général, lors de sa fondation en 1945, Jouhaux devient en 1949 vice-président de la Confédération internationale des syndicats libres. Il est aussi délégué à l'ONU et vice-président du Bureau international du travail à partir de 1946.
Le 28 mars 1947, il est élu Président du Conseil économique, institution créée par la Quatrième République. Il en est réélu président à chaque session. Sa dernière réélection intervient le 28 avril 1954. Cet après-midi, pour la première fois depuis la scission de 1947, les membres de la CGT du conseil votent avec les autres syndicats ouvriers pour le reconduire à la tête du Conseil. Mais il meurt dans la nuit d'une crise cardiaque. Le 2 mai 1954, après un hommage officiel du président du conseil des ministres Joseph Laniel, en présence du Président de la République René Coty, un cortège de 15 000 personnes, précédé par l'harmonie des mineurs d'Hénin-Liétard emmène sa dépouille au cimetière parisien du Père-Lachaise. Robert Bothereau, leader de Force ouvrière, pour ce qui est du syndicalisme français y prend la parole.
Ses nombreux engagements pacifistes lui valent l'attribution du prix Nobel de la paix en 1951.

### Vie personnelle
Né à Paris, dans le 15e, Léon Jouhaux réside ensuite à Aubervilliers, où il se marie le 30 juillet 1904 avec Catherine Metternich, ouvrière de la Manufacture d'Aubervilliers, avec laquelle il avait eu un fils, né en 1898. Séparé de sa première épouse après la guerre, il se fixe ensuite aux Lilas, dans la banlieue est de Paris, où il vit « en ménage » avec une compagne. Divorcé en 1946, il se remarie le 25 juillet 1946 à Paris, dans le 20e arrondissement avec Augustine Brüchlen, sa secrétaire et collaboratrice depuis le début des années 1930. À son retour de déportation, ayant perdu son logement il réside à Paris, dans le 20e puis le 12e arrondissement, où il meurt.
Il est inhumé au cimetière du Père-Lachaise (88e division).

## Distinctions et hommages
- Officier de la Légion d'honneur[30]
- La rue Léon-Jouhaux à Paris (10e) porte son nom depuis 1970[31].
  - Plusieurs villes ont également donné le nom de Léon Jouhaux à une de leur voies (rue, boulevard, avenue, place, square) : Aix-en-Provence, Angers, Arras, Bègles, Besançon, Béthune, Bordeaux, Brenouille (Oise), Bourg-lès-Valence, Calais, Clermont-Ferrand, Creil, Decazeville, Dole, Dunkerque, Grenoble, Langon, Lille, Lomme, Lorient, Lyon, Marseille, Mauguio, Mérignac, Mont-de-Marsan, Montauban, Montpellier, Mulhouse, Nantes, Nice, La Roche-sur-Yon, La Rochelle, Saint-Étienne, Saint-Lô, Saint-Nazaire, Séné (Morbihan), Toulon, Villefranche-sur-Saône, Villenave-d'Ornon, Villeneuve-d'Ascq, Wasquehal, etc,
- et notamment en Île-de-France : Antony, Aubervilliers, Aulnay-sous-Bois, Bondy, Crosne, L'Haÿ-les-Roses, Livry-Gargan, Les Mureaux, Neuilly-sur-Marne, Noisiel, Pontault-Combault, Sartrouville, Sevran, Soisy-sous-Montmorency, Villepinte.
- des écoles maternelles ou primaires portent son nom à Grenoble, Lille, Roubaix, Villeurbanne, etc.
- Le 14 mai 1979, année du centenaire de sa naissance, l'administration des PTT émet un timbre-poste à son effigie, dans la série des « personnages célèbres »[32].

## De 1909 à 1947, la CGT et Léon Jouhaux: 38 ans en chiffres
Dès 1913, le rédacteur du volume Le Mouvement syndical de l’Encyclopédie socialiste dirigée par Compère-Morel notait : « Il est difficile de fixer avec précision les effectifs de la CGT. »
Le constat est partagé par les historiens qui se sont attachés à ce sujet : Annie Kriegel, Jean-Louis Robert, Antoine Prost, Georges Lefranc, Michel Dreyfus, comme Bernard Georges et Denise Tintant, les biographes de Léon Jouhaux. Tous remarquent les différences notables entre les chiffres fournis par la Confédération, ceux fournis par les fédérations, pour les cartes dites placées, les timbres effectivement payés et les mandats des Congrès, et que ces différences ne sont pas propres à la CGT.
Léon Jouhaux est secrétaire général de la CGT durant 38 ans. Au cours de ces trente-huit années le syndicalisme a connu des hauts et des bas, qui ne tiennent pas évidemment tous de la personnalité du leader syndical. Les deux guerres mondiales, les crises économiques, la Libération, la guerre froide, les partenaires syndicaux sont à prendre en compte. Le nombre des salariés syndiqués à la CGT livre toutefois un aperçu sur celle-ci et son histoire, pour la période où il en a été le « général » :
- 1909 : 357 000
- 1912 : 390 300
- 1916 : 100 500
- 1917 : 295 800
- 1918 : 598 500
- 1919 : 1 229 500
- 1921 : 838 500
- 1924 : 491 300
- 1930 : 577 000
- 1934 : 491 000
- 1935 : 785 700
- 1937 : 4 081 000
- 1939 : 1 735 000
- 1945 : 3 800 000
- 1947 : 4 080 000

## Publications
- Les Travailleurs devant la paix, Éd. La bataille, 1918
- Le Syndicalisme et la C.G.T., Éd. de la Sirène, 1920
- L'Organisation internationale du travail, Éd. de la Sirène, 1921
- Le Mouvement syndical en France, Éd. de la F.S.I., 1931
- Le Syndicalisme, ce qu'il est, ce qu'il doit être, Flammarion, 1937
- La C.G.T. : ce qu'elle est, ce qu'elle veut, Gallimard, 1937
- La C.G.T. et le Front populaire, Librairie syndicale, 1939